# 直萼龙胆
直萼龙胆（学名：Gentiana erecto-sepala）是龙胆科龙胆属的植物，为中国的特有植物。分布于中国大陆的西藏等地，生长于海拔3,600米至4,600米的地区，常生于山地，目前尚未由人工引种栽培。